# 299 Dywizja Strzelecka (ZSRR)
299 Dywizja Strzelecka (ros. 299-я стрелко́вая диви́зия) – związek operacyjny (dywizja) Armii Czerwonej z okresu II wojny światowej.
Sformowana po raz pierwszy w sierpniu 1941 roku w Biełgorodzie, rozformowana 3 grudnia 1941. Jedynym dowódcą jednostki był płk Iwan Sieriogin. Ponownie sformowana w czerwcu 1942 roku.